# Un rostro en la multitud
Un rostro en la multitud (título original en inglés: A Face in the Crowd) es una película dramática satírica estadounidense de 1957 dirigida por Elia Kazan y protagonizada por Andy Griffith (en su debut cinematográfico), Patricia Neal y Walter Matthau. El guion es de Budd Schulberg y está basado en su relato corto «Your Arkansas Traveler», de la colección de 1953 Some Faces in the Crowd.
La historia se centra en Larry «Solitario» Rhodes, un vagabundo que es descubierto por la productora (Neal) de un programa de radio de un pequeño mercado en la zona rural del noreste de Arkansas. Rhodes finalmente alcanza gran fama e influencia en la televisión nacional. El personaje se inspiró en la relación de Schulberg con Will Rogers Jr.. En el guion también se reconocieron los éxitos de Arthur Godfrey y Tennessee Ernie Ford.
La película lanzó a Griffith al estrellato, pero recibió críticas mixtas tras su estreno original. Décadas posteriores han visto reevaluaciones favorables de la película. En 2008, la Biblioteca del Congreso la seleccionó para su conservación en el National Film Registry de los Estados Unidos por ser «cultural, histórica o estéticamente significativa».

## Argumento
A finales de la década de 1950 en Estados Unidos, la periodista radial Marcia Jeffries se encuentra con un vagabundo borracho, Larry Rhodes, mientras graba un segmento en una cárcel rural de Arkansas. Ella lo invita a hablar con el público y cantar mientras toca la guitarra, y su voz cruda, su humor folklórico y su encanto personal lo hacen popular al instante. Marcia lo apoda «Solitario» Rhodes y lo incorpora a su propio programa de radio .
Marcia consigue el apoyo del escritor del programa, Mel Miller, y es testigo del carismático Rhodes improvisando su camino hacia la popularidad del área de Memphis, criticando efectivamente a los políticos locales en el camino.
Cuando se burla de su patrocinador, una empresa de colchones, inicialmente esta retira sus anuncios, pero cuando su adorado público se rebela y quema colchones en la calle, el patrocinador descubre que los discursos irreverentes de Rhodes en realidad aumentaron las ventas en un 55%, y Rhodes regresa al aire con una nueva conciencia de su poder de persuasión. Comienza una relación sentimental con Marcia y le propone matrimonio.
Joey DePalma, un ambicioso oficinista de la empresa de colchones, llega a un acuerdo para que Rhodes protagonice un nuevo programa de televisión en la ciudad de Nueva York. El patrocinador es Vitajex, un suplemento energético que Rhodes reinventa ingeniosamente como una pastilla amarilla comercializada como un producto para mejorar el deseo sexual masculino. A medida que su fama, influencia y ego aumentan, Rhodes se alista para mejorar el atractivo del aspirante a la presidencia, el senador Worthington Fuller de California, reconvirtiendo a Fuller, un conservador sofocante, en un hombre común con el apodo campechano de «Curly».
En contraste con su amigable personalidad en pantalla, Rhodes se ha convertido en privado en un ególatra que reprende a su personal. Las esperanzas de Marcia de casarse con Rhodes se desvanecen, primero cuando aparece una mujer que dice ser su esposa legítima, y luego cuando él regresa de su proceso de divorcio de la misma en México recién casado con la majorette de 17 años Betty Lou. Rhodes y Marcia llegan a un acuerdo de participación en las ganancias después de que ella le recuerda su papel en su éxito.
Al final, el ascenso de Rhodes a la fama y la arrogancia comienza a volverse en su contra. Joey tiene una aventura amorosa con la joven esposa de Rhodes. Rhodes la deja y la envía de regreso a Arkansas, pero no puede salir de su acuerdo comercial con Joey, ya que Joey le recuerda a Rhodes que Joey posee el 51% de la empresa; por tanto, las dos personas están vinculadas económicamente.
Cuando Rhodes revela su plan «Fighters for Fuller», Rhodes visita a Marcia, quien se arrepiente de su papel en hacer famoso a Rhodes. Mientras Rhodes se pone cómodo, Marcia se marcha bajo la lluvia, no sin antes dejar un micrófono abierto sobre los créditos finales de su programa de televisión para revelar a Rhodes burlándose desdeñosamente de Fuller y de los espectadores «idiotas» de la estación. Su popularidad y los índices de audiencia del programa caen en picado, y los anunciantes cancelan sus patrocinios, todo esto mientras Rhodes metafóricamente desciende en un ascensor hasta la planta baja.
Rhodes regresa a su ático, donde tenía previsto dirigirse a la élite política y empresarial de la nación, sólo para encontrar la habitación vacía, a excepción de su amigo Beanie y algunos sirvientes negros, a quienes despide cuando no responden a sus demandas. Descubre la verdad durante una llamada telefónica con Mel y Marcia y amenaza con suicidarse, pero Marcia sólo lo incita. Cuando la pareja llega a la casa de Rhodes, lo encuentran hablando, con una máquina de aplausos reemplazando a las personas cuyo apoyo perdió. Marcia le dice a Rhodes que ella fue responsable de su incidente con el micrófono abierto y le exige que nunca más la llame.
Antes de irse, Mel hace una predicción del futuro de Rhodes: su carrera no ha terminado del todo y probablemente encontrará más trabajo en televisión pronto, pero nunca volverá a disfrutar del mismo nivel de popularidad y prestigio. Después de salir del edificio, Mel y Marcia escuchan a Rhodes gritar desde el ático para que Marcia regrese con él, pero lo ignoran mientras parten, en un taxi, hacia la noche.

## Reparto
- Andy Griffith como Larry «Solitario» Rhodes.
- Patricia Neal como Marcia Jeffries.
- Anthony Franciosa como Joey DePalma.
- Walter Matthau como Mel Miller.
- Lee Remick como Betty Lou Fleckum.
- Percy Waram como General Haynesworth.
- Paul McGrath como Macey.
- Rod Brasfield como Beanie.
- Marshall Neilan como el senador Worthington Fuller.
- Alexander Kirkland como Jim Collier.
- Charles Irving como Luffler.
- Howard Smith como J. B. Jeffries.
- Kay Medford como la primera señora Rhodes.
- Big Jeff Bess como Sheriff Big Jeff Bess.
- Henry Sharp como Abe Steiner.
- Lois Nettleton como la enfermera de Macey (sin acreditar).
- Rip Torn como Barry Mills (sin acreditar).
- Bennett Cerf, Faye Emerson, Betty Furness, Virginia Graham, Burl Ives, Sam Levenson, Mitch Miller, Sydney Pollack, John Cameron Swayze, Mike Wallace, Earl Wilson y Walter Winchell en cameos como ellos mismos.

## Producción

### Desarrollo
La película fue producida bajo el título provisional de The Arkansas Traveler, que era el nombre del cuento original de Budd Schulberg de su colección de 1953 Some Faces in the Crowd. Schulberg había declarado que una conversación con su amigo Will Rogers Jr., hijo de Will Rogers – quien era conocido por sus anécdotas terrenales y su estilo folklórico – lo había inspirado a crear la historia de Solitario Rhodes; el joven Rogers había declarado que su «padre estaba tan lleno de mierda, porque finge ser sólo una más de las personas, sólo uno de los muchachos».
El director Elia Kazan dijo que él y el guionista Schulberg habían basado el personaje de Lonesome Rhodes en Arthur Godfrey, así como en Billy Graham y Huey Long.

### Casting
Los periódicos contemporáneos informaron de un viaje de Kazan a principios de 1956 a Sarasota, Florida, para conferenciar con Schulberg. A finales de abril, el columnista Walter Winchell escribió que Andy Griffith debía dejar el elenco de su espectáculo de Broadway, No Time for Sergeants, a finales de julio, tomar vacaciones durante un mes y luego comenzar a filmar con Kazan. Kazan y Schulberg pasaron gran parte de julio y agosto de 1956 en Memphis y Arkansas, y a principios de agosto se anunció la participación de Patricia Neal.
Griffith, Lee Remick, Charles Irving y los actores no acreditados Lois Nettleton y Rip Torn hicieron su debut cinematográfico en Un rostro en la multitud.
Griffith observó que en la actuación teatral trabajaba gradualmente hasta llegar a los momentos más intensos, pero necesitaba evocarlos de forma espontánea al rodar esas escenas para Kazan. En algunos casos, pidió tener algunas sillas desechadas disponibles para destruir, con el fin de desatar su ira antes de filmar.
Big Jeff Bess, que interpretó al sheriff que lleva su mismo nombre, era un cantante de country y director de banda de Nashville que dirigía Big Jeff and his Radio Playboys. Una vez estuvo casado con Tootsie Bess, propietaria de Tootsie's Orchid Lounge. Las personalidades de la vida real que hacen cameos en la película incluyen a Walter Winchell y Mike Wallace.

### Rodaje

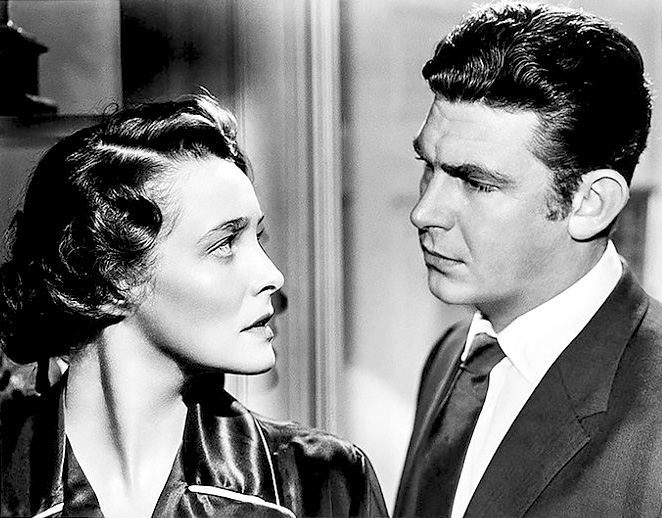
Patricia Neal y Andy Griffith.

La mayoría de los interiores de la película se rodaron en Nueva York en los Biograph Studios del Bronx. Esto fue precedido por un rodaje en Memphis y Piggott, Arkansas, donde Rhodes conoce a Betty Lou.
El rodaje más complicado fue en Poplar Bluff, Missouri, reemplazando a Piggott en las escenas de la feria y la competencia de giros de bastones. Se buscaron cinco mil extras para ser alimentados y pagados un dólar por hora por un día de trabajo a mediados de agosto. Se reunieron sesenta batutas y músicos de seis bandas diferentes de escuelas secundarias de Arkansas y Missouri. Remick informó haber pasado dos semanas en Piggott viviendo con la adolescente Amanda Robinson y su familia, trabajando en su acento local y su giro de bastones. Algunas de sus escenas de giros de bastones utilizaron un doble. En el rodaje de Piggott, se reunieron unos 380 perros de Missouri y Arkansas para la escena que siguió al primer llamado de acción masiva de Rhodes a su audiencia: llevar a sus perros a la casa de un sheriff local que se postulaba para un cargo más alto para que averigüen si un candidato es digno del cargo de cazador de perros.
El rodaje en Nueva York incluyó 61 decorados en Biograph Studios, así como algunos exteriores. El lugar de la centralita de la sede de la cadena fue 30 Rockefeller Plaza, sede de la cadena NBC. Anthony Franciosa, deseoso de trabajar con Kazan, había rechazado una oferta más lucrativa para aparecer en The Vintage de MGM. Schulberg permaneció involucrado en todo momento: «Hice un viaje en 1955 para explorar una ubicación en Arkansas, y he estado en el set todos los días desde que comenzó el rodaje en agosto [de 1956]».

## Reacción crítica
La película recibió críticas en su mayoría positivas de críticos contemporáneos, continuando esta tendencia en críticas posteriores. En el sitio web del agregador de reseñas Rotten Tomatoes, el 89% de las revisiones de 35 críticas son positivas, con una calificación promedio de 8.1/10. El consenso del sitio web dice: «Un estridente Andy Griffith canaliza la influencia corruptora de las celebridades en Un rostro en la multitud, de Elia Kazan, una crítica profética de los medios estadounidenses». Metacritic, que utiliza una media ponderada, le asignó a la película una puntuación de 72 de cada 100, basada en 10 críticos, lo que indica críticas «generalmente favorables».
Bosley Crowther de The New York Times aplaudió la actuación de Griffith y escribió que Griffith «lo interpreta [a Solitario Rhodes] con un vigor atronador». Sin embargo, Crowther sintió que el personaje de Solitario Rhodes eclipsaba al resto del reparto y de la historia, en la que escribió: «Como consecuencia, el dominio del héroe y su monstruoso impulso... eventualmente se vuelven un poco monótonos cuando no están verdaderamente opuestos [por nadie]». Harrison's Reports escribió: «En general, sin embargo, es una película fascinante, magníficamente dirigida y finamente interpretada. Gran parte del crédito por el impacto de la película se debe [a] Andy Griffith, un recién llegado a la pantalla, por su actuación excepcional en el papel principal. No es un papel simpático, pero lo interpreta con un vigor explosivo y hace que la caracterización sea completamente creíble. También merece una mención especial Patricia Neal por su excelente interpretación de Marcia Jeffries».
Hy Hollinger de Variety elogió la película como «provocativa y contundente», y resumió que «Kazan demuestra una vez más su habilidad como director y por qué los principales estudios están dispuestos a darle carta blanca para seleccionar su propio material de historia y trabajar bajo sus propias condiciones». Edwin Schallert de Los Angeles Times escribió: «De lejos sobresalen en sus actuaciones estelares Griffith, la Srta. Neal y Matthau, y Franciosa también es muy capaz. Casi todos están en su punto máximo en sus interpretaciones, a pesar de que la lectura de las líneas a veces no es muy fácil de entender. Schulberg, sin embargo, ha escrito un guion espléndido, y la película es, con diferencia, una de las más penetrantes y, por cierto, irónicas, de Kazan».
En su reseña para Cahiers du Cinéma, François Truffaut, entonces crítico de cine, la calificó como «una obra grande y hermosa cuya importancia trasciende las dimensiones de una reseña de cine». Karel Reisz, reseñando la película en Sight & Sound, criticó con más dureza y escribió: «Si vamos a aceptar su ataque a los valores selváticos de la televisión patrocinada de los Estados Unidos, entonces debemos ser capaces de sentir un tono más decente y racional en la película que los está atacando. Y esto se vuelve cada vez más difícil a medida que avanza la película. Cuando llega el momento de la prueba, Kazan y Schulberg parecen tener poco más respeto por su audiencia que los presentadores de la televisión. Las escenas dramáticas se representan a la máxima expresión mientras que las escenas más íntimas se borran».
En 2008, la Biblioteca del Congreso la seleccionó para su conservación en el National Film Registry de los Estados Unidos por ser «cultural, histórica o estéticamente significativa».
En una entrevista de 2015, el cineasta Spike Lee le dio crédito a la película por haber inspirado su película Bamboozled. Ann Hornaday, escribiendo para el The Washington Post en 2020, la clasificó en el puesto 14 de su lista de las mejores películas políticas.

## Musical
Una versión de teatro musical se encuentra en producción programada para tener funciones del 10 de septiembre al 9 de noviembre de 2024, con la fecha de estreno oficial el 17 de septiembre. Contará con música de Elvis Costello, libreto de Sarah Ruhl y será dirigida por Kwame Kwei-Armah. El elenco estará liderado por Ramin Karimloo y Anoushka Lucas en los roles principales de Lonesone Rhodes y Marcia Jeffries, respectivamente.